# Texas Bowl 2017
Match précédent Match suivant
Le Texas Bowl 2017 est un match de football américain de niveau universitaire joué après la saison régulière de 2017, le 27 décembre au NRG Stadium de Houston dans l'état du Texas aux États-Unis.
Il s'agit de la 12e édition du Texas Bowl.
Le match met en présence les équipes des Longhorns du Texas issus de la Big 12 Conference et des Tigers du Missouri issus de la Southeastern Conference.
Il débute à 20 heures locales et est retransmis en télévision sur ESPN.
Sponsorisé par la société Academy Sports + Outdoors (en), le match est officiellement dénommé le Academy Sports + Outdoors Texas Bowl 2018.
Texas gagne le match sur le score de 33 à 16.

## Présentation du match
| Équipes                       | Conférences | Entraîneurs     | Stats. saison rég. | Classements avant le bowl CFP-AP-Coaches |
| ----------------------------- | ----------- | --------------- | ------------------ | ---------------------------------------- |
| Longhorns du Texas            | Big Ten     | Tom Herman (en) | 6 - 6              | NC                                       |
| Tigers du Missouri            | ACC         | Barry Odom (en) | 7 - 5              | NC                                       |
| Arbitre : Mark Duddy (Pac-12) |             |                 |                    |                                          |

Il s'agit de la 24e rencontre entre ces deux équipes, Texas en ayant gagné 17 pour 6 à Missouri. Il s'agit de leur première rencontre depuis que Missouri ait quitté la Big 12 Conference après la saison 2011, Texas defeated Missouri, 33–16.

### Longhorns du Texas
Avec un bilan global en saison régulière de 6 victoires et 6 défaites, Texas est éligible et accepte l'invitation pour participer au Texas Bowl de 2017.
Ils terminent 6e de la Big 12 Conference derrière no 3 Oklahoma,no 9 TCU, no 14 Oklahoma State, Iowa State et Kansas State, avec un bilan en match de conférence de 5 victoires et 4 défaites.
À l'issue de la saison 2017, ils n'apparaissent pas dans les classements CFP, AP et Coaches.
Il s'agit de leur 2e participation au Texas Bowl :
- Défaite 7 à 31 le 29 décembre 2014 contre les	Razorbacks de l'Arkansas.

### Tigers du Missouri
Avec un bilan global en saison régulière de 7 victoires et 5 défaites, Missouri est éligible et accepte l'invitation pour participer au Texas Bowl de 2017.
Ils terminent 4e de la East Division de la Southeastern Conference derrière no 2 Georgia, South Carolina, et Kentucky, avec un bilan en matchs de conférence de 4 victoires et 4 défaites.
À l'issue de la saison 2017, ils n'apparaissent pas dans les classements CFP, AP et Coaches.
Il s'agit de leur 2e participation au Texas Bowl :
- Défaite 13 à 35 le 31 décembre 2009 contre les Midshipmen de la Navy.

## Résumé du match
Début du match à 20 h 05, fin à 23 h 40 pour une durée totale de jeu de 3 h 35 min, match joué dans un stade fermé.
| QT          | Temps       | Drive       | Drive       | Drive       | Équipe      | Description de l'action | Score | Score |
| QT          | Temps       | Jeux        | Yards       | TDP         | Équipe      | Description de l'action | TEX   | MIZ   |
| ----------- | ----------- | ----------- | ----------- | ----------- | ----------- | --- | ----- | ----- |
| 1           | 13:28       | 5           | 75          | 01:32       | TEX         | TD de 22 yards par RB Daniel Young à la suite d'une réception d'une passe de QB Shane Buechele + 1 extra-point par K Joshua Rowland                       | 7     | 0     |
| 1           | 03:58       | 4           | 55          | 01:19       | TEX         | TD de 7 yards par WR John Burt à la suite d'une réception d'une passe de QB Sam Ehlinger + 1 extra-point par K Joshua Rowland                             | 14    | 0     |
| 2           | 12:10       | 5           | 50          | 01:19       | MIZ         | TD à la suite d'une course de 4 yards par RB Ish Witter + 1 extra-point par K Tucker McCann                                                               | 14    | 7     |
| 2           | 07:47       | -           | -           | -           | TEX         | TD à la suite d'un fumble recouvert et retourné sur 38 yards par LB Anthony Wheeler + 1 extra-point par K Joshua Rowland                                  | 21    | 7     |
| 3           | 14:42       | 1           | 79          | 00:18       | MIZ         | TD de 79 yards par WR Johnathon Johnson à la suite d'une réception d'une passe de QB Drew Lock mais la tentative de conversion pour 2 extra-points échoue | 21    | 13    |
| 3           | 02:44       | 16          | 87          | 05:33       | MIZ         | FG de 28 yards par K Tucker McCann | 21    | 16    |
| 3           | 00:10       | 2           | -10         | 00:10       | TEX         | Safety à la suite d'une course de −10 yards de Missouri                                                                                                   | 23    | 16    |
| 4           | 12:15       | 8           | 30          | 03:55       | TEX         | FG de 41 yards par K Joshua Rowland | 26    | 16    |
| 4           | 01:39       | 4           | 14          | 01:36       | TEX         | TD à la suite d'une course de 18 yards par WR Armanti Foreman + 1 extra-point par K Joshua Rowland                                                        | 33    | 16    |
| Score final | Score final | Score final | Score final | Score final | Score final | Score final | 33    | 16    |

## Statistiques
| Meilleur joueur (MVP) |        |        |
| Nom                   | Équipe | Poste  |
| Michael Dickson       | Texas  | Punter |

| Statistiques par équipe                |                                                       |                                                       |
| Statistiques                           | TEX                                                   | MIZ                                                   |
| 1er down                               | 16                                                    | 17                                                    |
| 1er down à la course                   | 6                                                     | 5                                                     |
| 1er down à la passe                    | 7                                                     | 10                                                    |
| 1er down suite pénalité                | 4                                                     | 2                                                     |
| Conversion de 3e down                  | 6/18                                                  | 3/14                                                  |
| Conversion de 4e down                  | 0/0                                                   | 0/0                                                   |
| Jeux–yards                             | 71 jeux pour 280 yards                                | 68 jeux pour 390 yards                                |
| Yards à la course                      | 42 courses pour 113 yards moyenne de 2,7 yards/course | 34 courses pour 121 yards moyenne de 3,6 yards/course |
| Yards à la passe                       | 167                                                   | 269                                                   |
| Passes : Réussies-Tentées-Interceptées | 17/29 passes complétées, 0 interception               | 18/34 passes complétées, 1 interception               |
| Réussite en zone rouge/chances         | 2/2                                                   | 2/2                                                   |
| TD                                     | 4                                                     | 2                                                     |
| Field Goals                            | 1/1                                                   | 1/1                                                   |
| Sacks (Nombre-Yards)                   | 1 pour 8 yards adverses perdus                        | 2 pour 13 yards adverses perdus                       |
| Fumbles (Nombre/Perdus)                | 0/0                                                   | 3/3                                                   |
| Pénalités (Nombre/Yards perdus)        | 7 pour 82 yards perdus                                | 9 pour 86 yards perdus                                |
| Temps de possession                    | 35:15                                                 | 24:45                                                 |

| Statistiques individuelles |                    |                                                                         |
| Quaterbacks                |                    |                                                                         |
| TEX                        | Sam Ehlinger       | 11/15 passes complétées, 112 yards, 0 interception, 1 TD, 1 sack subi   |
| MIZ                        | Drew Lock          | 18/34 passes complétées, 269 yards, 1 interception, 1 TD, 1 sack subi   |
| Meilleurs coureurs         |                    |                                                                         |
| TEX                        | Daniel Young       | 12 courses pour 48 yards nets gagnés, 0 TD, moyenne de 4 yards/course   |
| MIZ                        | Larry Rountree III | 14 courses pour 74 yards nets gagnés, 0 TD, moyenne de 5,3 yards/course |
| Meilleurs receveurs        |                    |                                                                         |
| TEX                        | Daniel Young       | 3 réceptions pour 64 yards gagnés, 1 TD                                 |
| MIZ                        | Johnathon Johnson  | 3 réceptions pour 85 yards gagnés, 1 TD                                 |
| Meilleurs tacleurs         |                    |                                                                         |
| TEX                        | Gary Johnson       | 10 tacles dont 7 en solo, 1 Hit sur QB                                  |
| MIZ                        | Cale Garrett       | 13 tacles dont 7 en solo, 1 TFL (1 yard)                                |